# بدفورد (آیووا)
بدفورد (به انگلیسی: Bedford) شهری در ایالت آیووا کشور ایالات متحده آمریکا است که جمعیت آن در سرشماری سال ۲۰۱۰ میلادی، ۱٬۴۴۰ نفر بوده‌است.